# Gondangsari (Juwiring)
Gondangsari is een bestuurslaag in het regentschap Klaten van de provincie Midden-Java, Indonesië. Gondangsari telt 3677 inwoners (volkstelling 2010).